# Kurt Rosenwinkel
Kurt Rosenwinkel (Filadelfia, 28 ottobre 1970) è un chitarrista e compositore statunitense di musica jazz.

## Biografia
Si addentrò nel mondo della musica attraverso il pianoforte, che ha suonato assieme alla chitarra in alcuni dei primi concerti dal vivo e che utilizza ancora occasionalmente durante la composizione, per poi approdare alla chitarra all'età di 12 anni. Inizialmente il suo modo di improvvisare è stato influenzato da chitarristi come Pat Metheny e John Scofield, ma successivamente è emerso un suo stile personale con un fraseggio sciolto e lineare, rifacendosi a musicisti degli anni '40 e '50 come Lennie Tristano. Il suo linguaggio musicale e i suoi accordi sono molto complessi e avanzati, ispirato molto anche da artisti come George Van Eps e Ben Monder. Ha frequentato la Berklee School of Music per due anni e mezzo prima di abbandonare in giovane età per fare dei tour con Gary Burton, a quei tempi uno dei "big" della scuola jazzistica.  Successivamente, si spostò a Brooklyn dove continuò a maturare e divenne subito uno dei chitarristi più di rilievo fra quelli della sua generazione suonando anche con The Human Feel, Paul Motian's Electric Bebop Band, Joe Henderson Group, e the Brian Blade Fellowship.
Nel 1995 ha ricevuto il premio "Composer's Award" dal National Endowment for the Arts e ha firmato con la Verve Records.  Da allora ha suonato e registrato sia da leader sia da accompagnatore con artisti come Mark Turner, Brad Mehldau e molti altri. Il suo album del 2005, Deep Song (2005), vede anche la partecipazione di Mehldau e Joshua Redman. Fra i suoi album degni di nota troviamo The Enemies of Energy, The Next Step e il più sperimentale Heartcore.
Originario di Filadelfia, Kurt Rosenwinkel attualmente risiede con sua moglie e i loro due figli a Berlino, dove ha per anni insegnato al Jazz Institute Berlin.
Nel 2017 è stato pubblicato il suo più recente lavoro discografico da leader, Caipi, primo album pubblicato dalla neonata casa discografica (di proprietà dello stesso Rosenwinkel), Heartcore Records. L'album rappresenta una decisa virata stilistica del chitarrista statunitense ed è il primo lavoro in cui Rosenwinkel si cimenta nel ruolo di cantante e polistrumentista.

## Stile

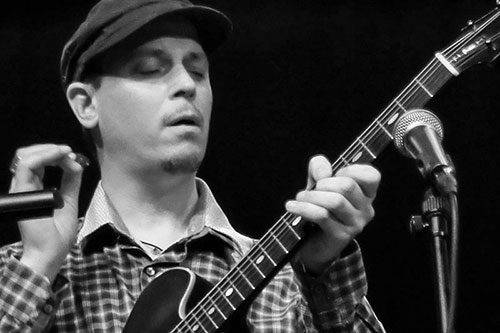
Kurt Rosenwinkel, 2016

Rosenwinkel cita tra le sue maggiori influenze: il quartetto americano degli anni '70 Keith Jarrett, gli album degli anni '60 di Duke Ellington, Live at the Plugged Nickel di Miles Davis, Homecoming di Elmo Hope, Opening Night di Kevin Eubanks. Pat Metheny ha avuto un impatto decisivo sul suo percorso artistico, sia come chitarrista (cita in particolare l'album in trio Rejoicing) sia per il suo lavoro con il Pat Metheny Group. Altri chitarristi che considera in generale come fonte di ispirazione sono Allan Holdsworth, George Van Eps, Tal Farlow, John Scofield e Bill Frisell. Anche musicisti non appartenenti al mondo del jazz, come Alex Lifeson dei Rush e Jimmy Page dei Led Zeppelin, sono citati da Rosenwinkel come modelli.
Lo stile di Kurt Rosenwinkel è profondamente eclettico. Peculiare è il suo approccio all'improvvisazione, che esegue cantando nota per nota (e non solo un abbozzo della melodia) spesso anche in un microfono che adopera dal vivo. È difficile sentire la sua chitarra libera da effetti e pedali, di cui fa un largo uso e che tradiscono la sua costante ricerca del suono "ideale". La sua visione musicale, pur rimanendovi concretamente ancorata, non rimane limitata al mondo del jazz ma risente delle influenze di diversi stili assorbiti e ascoltati negli anni, incorporando soprattutto influenze hip-hop, rock e classiche.

## Didattica
Kurt Rosenwinkel è molto attivo in ambito didattico partecipando frequentemente a seminari e Clinics nel mondo e in particolare in Europa. Ha insegnato costantemente al Jazz Institute di Berlino fino al 2016.

## Discografia

### Come leader
- 1996 – Kurt Rosenwinkel Trio, East Coast Love Affair (Fresh Sound New Talent)
- 1998 – Kurt Rosenwinkel, Intuit (Criss Cross)
- 2000 – Kurt Rosenwinkel, The Enemies of Energy (Verve Records)
- 2001 – Kurt Rosenwinkel, The Next Step (Verve Records)
- 2002 – Jakob Dinesen, Kurt Rosenwinkel, Everything Will Be Allright (Verve Records)
- 2003 – Kurt Rosenwinkel, Heartcore (Verve Records)
- 2005 – Kurt Rosenwinkel, Deep Song (Verve Records)
- 2008 – Kurt Rosenwinkel, The Remedy - Live at the Village Vanguard (Wommusic)
- 2009 – Kurt Rosenwinkel Standards Trio, Reflections (Wommusic)
- 2010 – Kurt Rosenwinkel and OJM, Our Secret World (Wommusic)
- 2012 – Kurt Rosenwinkel, Star of Jupiter (Wommusic)
- 2017 – Kurt Rosenwinkel, Caipi (Heartcore Records)
- 2019 – Kurt Rosenwinkel Bandit 65, Searching the Continuum (Heartcore Records)
- 2020 – Kurt Rosenwinkel, Angels Around (Heartcore Records)
- 2022 – Kurt Rosenwinkel, Plays Piano (Heartcore Records)
- 2022 – Kurt Rosenwinkel & Jean-Paul Brodbeck, The Chopin Project (Heartcore Records)
- 2022 – Kurt Rosenwinkel, Berlin Baritone (Heartcore Records)
- 2023 – Kurt Rosenwinkel, Undercover: Live at the Village Vanguard (Heartcore Records)
- 2023 – Kurt Rosenwinkel & Geri Allen, A Lovesome Thing (Heartcore Records, Motéma)
- 2024 – Kurt Rosenwinkel, The Next Step Band- Live at Smalls 1996 (Heartcore Records)

### Come collaboratore
- 1994 - Human Feel - Scatter
- 1994 - Human Feel - Welcome To Malpesta
- 1995 - Human Feel - Speak To It
- 1995 - Once Blue - Once Blue
- 2000 - Metta Quintet - Going To Meet The Man
- 2007 - Human Feel - Galore
- 2007 - Rebecca Martin - The Growing Season

### Partecipazioni
- 1990 - Mimmo Cafiero Quintet - Moon and Twenty Five (Splasc(h), CD H 326.2)
- 1992 - Gary Burton - Six Pack
- 1993 - Seamus Blake - The Call (Criss Cross Jazz 1094 CD)
- 1994 - Mark Turner - Yam Yam (Criss Cross Jazz 1160 CD)
- 1994 - Paul Motian and the Electric Bebop Band
- 1995 - Once Blue - Once Blue
- 1995 - Perico Sambeat - Ademuz
- 1996 - Paul Motian and the Electric Bebop Band - Reincarnation of a Love Bird
- 1996 - Paul Motian and the Electric Bebop Band - Flight of the Blue Jay
- 1996 - Larry Goldings - Big Stuff
- 1997 - Chris Cheek Quartet - I Wish I Knew
- 1998 - Myron Walden - Like a Flower Seeking the Sun
- 1998 - The Chris Potter Quartet - Vertigo
- 1998 - Paul Motian and the Electric Bebop Band - Monk and Powell
- 1998 - Mark Turner - In This World
- 1998 - Jochen Rueckert - Introduction
- 1999 - Seamus Blake - Stranger Things Have Happened
- 1999 - George Colligan - Unresolved
- 1999 - Jakob Dinesen Quartet - Around
- 1999 - Chris Cheek - Vine
- 1999 - Mark Turner - Ballad Session
- 1999 - Marcy Playground - Shapeshifter
- 1999 - Tim Hagans - Animation - Imagination
- 1999 - Jill Seifers - The Waiting
- 2000 - Noah Becker - Where We Are
- 2000 - Wax Poetic - Wax Poetic
- 2000 - Danilo Pérez - Motherland
- 2000 - Matthias Lupri GROUP - Same Time Twice
- 2000 - Kamaal Fareed (FKA Q-TIP) - Kamaal the Abstract
- 2000 - Brian Blade Fellowship - Perceptual
- 2001 - Rebecca Martin - Middlehope
- 2001 - Matt Penman - The UnQuiet
- 2001 - Barney McAll - Release the Day
- 2001 - Mark Turner - Dharma Days
- 2002 - Jorg Kaaij Quintet - Downtown Daze
- 2002 - Kris Bauman Quartet feat. Kurt Rosenwinkel
- 2002 - Phil Grenadier - Playful Intentions
- 2003 - Eli Degibri Quintet - In the Beginning
- 2003 - Perico Sambeat - Friendship
- 2005 - Charlie Peacock - Love Press Ex-Curio
- 2005 - Joshua Redman Elastic Band - Momentum
- 2006 - Barney McAll - Mother of Dreams and Secrets
- 2006 - Aaron Goldberg - Worlds
- 2006 - Joel Miller - Mandala
- 2006 - The Miles Donahue Quintet - In The Pocket
- 2007 - Barney McAll - Flashbacks
- 2007 - Charlier / Sourisse - Heritage
- 2007 - Daniel Szabo Trio - Frictions
- 2008 - Brian Blade - Season of changes
- 2008 - Q-Tip - Renaissance
- 2009 - Roman Ott-Inner Shape- Seeing People
- 2022 - Domi & JD Beck - WHOA

### Come arrangiatore
- 1999 - Guillermo Klein - Los Guachos II

### Come produttore
- 1997 - Chris Cheek Quartet - I Wish I Knew
- 2007 - Rebecca Martin - The Growing Season